# Olivia Baril
Olivia Baril (Rouyn-Noranda, 10 oktober 1997) is een Canadees wielrenster die anno 2024 rijdt voor Movistar Team. Voorheen reed ze voor ploegen als Massi-Tactic, Valcar-Travel & Service en UAE Team ADQ.

## Palmares

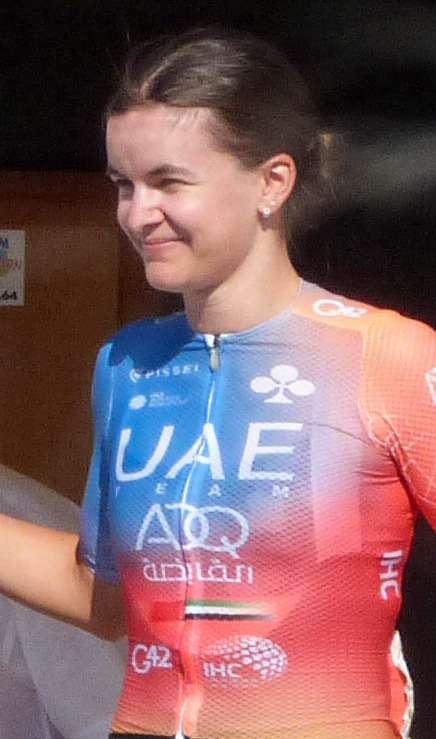
Olivia Baril in de Tour de l'Ardèche 2023.

### Overwinningen
2022
Grote Prijs van Eibar
Jongerenklassement Ronde van Zwitserland
2023
Grote Prijs van Eibar
7e etappe Tour de l'Ardèche
2024
Women Cycling Pro Costa de Almería
1e etappe Ronde van Extremadura
 Canadees kampioen op de weg
2025
 Canadees kampioen tijdrijden

### Resultaten in voornaamste wedstrijden
| Jaar | Ronde van Italië | Ronde van Frankrijk | Ronde van Spanje |
| ---- | ---------------- | ------------------- | ---------------- |
| 2019 |                  |                     |                  |
| 2020 |                  |                     |                  |
| 2021 |                  |                     | opgave           |
| 2022 | opgave           | 104e                | 66e              |
| 2023 |                  | 29e                 | 19e              |
| 2024 |                  |                     | 30e              |
| 2025 |                  |                     | 94e              |

| Jaar | Ronde van Vlaanderen | Parijs-Roubaix | Luik-Bast.‑Luik | Milaan-San Remo | Strade Bianche | Waalse Pijl |  | WK op de weg |  | Wereldranglijsten     |
| 2019 |                      |                |                 |                 |                |             |  |              |  | 359e (UWR)            |
| 2020 |                      |                |                 |                 |                |             |  |              |  | 522e (UWR)            |
| 2021 |                      |                |                 |                 | 84e            |             |  |              |  | 152e (WWT) 288e (UWR) |
| 2022 | 47e                  |                | 36e             |                 | 56e            | 16e         |  | 37e          |  | 84e (WWT) 71e (UWR)   |
| 2023 |                      |                | 65e             |                 | 60e            | 64e         |  | 34e          |  | 40e (WWT) 36e (UWR)   |
| 2024 |                      |                | 96e             |                 | 46e            | 12e         |  | 41e          |  |                       |
| 2025 | 76e                  | 82e            |                 | opgave          |                |             |  |              |  |                       |

## Ploegen
- 2020 –  Macogep Tornatech Girondins de Bordeaux
- 2021 –  Massi-Tactic
- 2022 –  Valcar-Travel & Service
- 2023 –  UAE Team ADQ
- 2024 –  Movistar Team
- 2025 –  Movistar Team

al Sayegh · Amialiusik · Baril · Bastianelli (tot 10/7) · Bertizzolo · Bujak · Consonni · Gasparrini · Harvey · Holden · Ivanchenko · Kumięga · Magnaldi · Persico · Tomasi · Trevisi
Baril · Biannic · Bjerg · Erić · Ferguson (stage vanaf 1/8) · Gutiérrez · Lippert · Mackaij · Martín · Meijering · Patiño · Laura Ruiz Pérez · Lucía Ruiz Pérez · Sierra · Steels
Baril · Biannic · Erić · Ferguson · Gutiérrez · Lippert · Lloyd · Mackaij · Magalhães · Martín · Meijering · Ostiz (stage vanaf 1/8) · Patiño · Laura Ruiz Pérez · Lucía Ruiz Pérez · Reusser · Sierra · Steels